# Едуард Дойзи
Едуард Адълбърт Дойзи (на английски: Edward Adelbert Doisy) е американски биохимик. Той получава, заедно с Хенрик Дам, Нобелова награда за физиология или медицина през 1943 г. за откритието на витамин K и неговата химическа структура.

## Биография
Дойзи завършва Университета на Илинойс и защитава докторат в Харвардския университет през 1920 г. Оттогава до смъртта си преподава в Университета на Сейнт Луис. Заедно с ембриолога Едгар Алън, той разработва подобрени методи за изследване на половите хормони, което му дава възможност да изолира хормоните естрон (1929), естриол (1930) и естрадиол (1935). В края на 1930-те години Дойзи изолира две форми на открития през 1929 г. от Хенрик Дам витамин K, определя тяхната химическа структура и успява да синтезира витамина.